# Aoteatilia amphipsila
Aoteatilia amphipsila é uma espécie de gastrópode do gênero Aoteatilia, pertencente à família Columbellidae.